# Shakhtarsk
Shakhtarsk (em ucraniano:  Шахтарськ) ou Shakhtyorsk (em russo:  Шахтёрск) é uma cidade da Ucrânia, situada no Oblast de Donetsk. Tem 19,69 km² de área e sua população em 2020 foi estimada em 48.547 habitantes.